# أودي كواترو
أودي كواترو (بالإنجليزية: Audi Quattro) هي سيارة من صناعة أودي أنتجت في 1980م وتوقف إنتاجها في 1991م.

## معرض صور

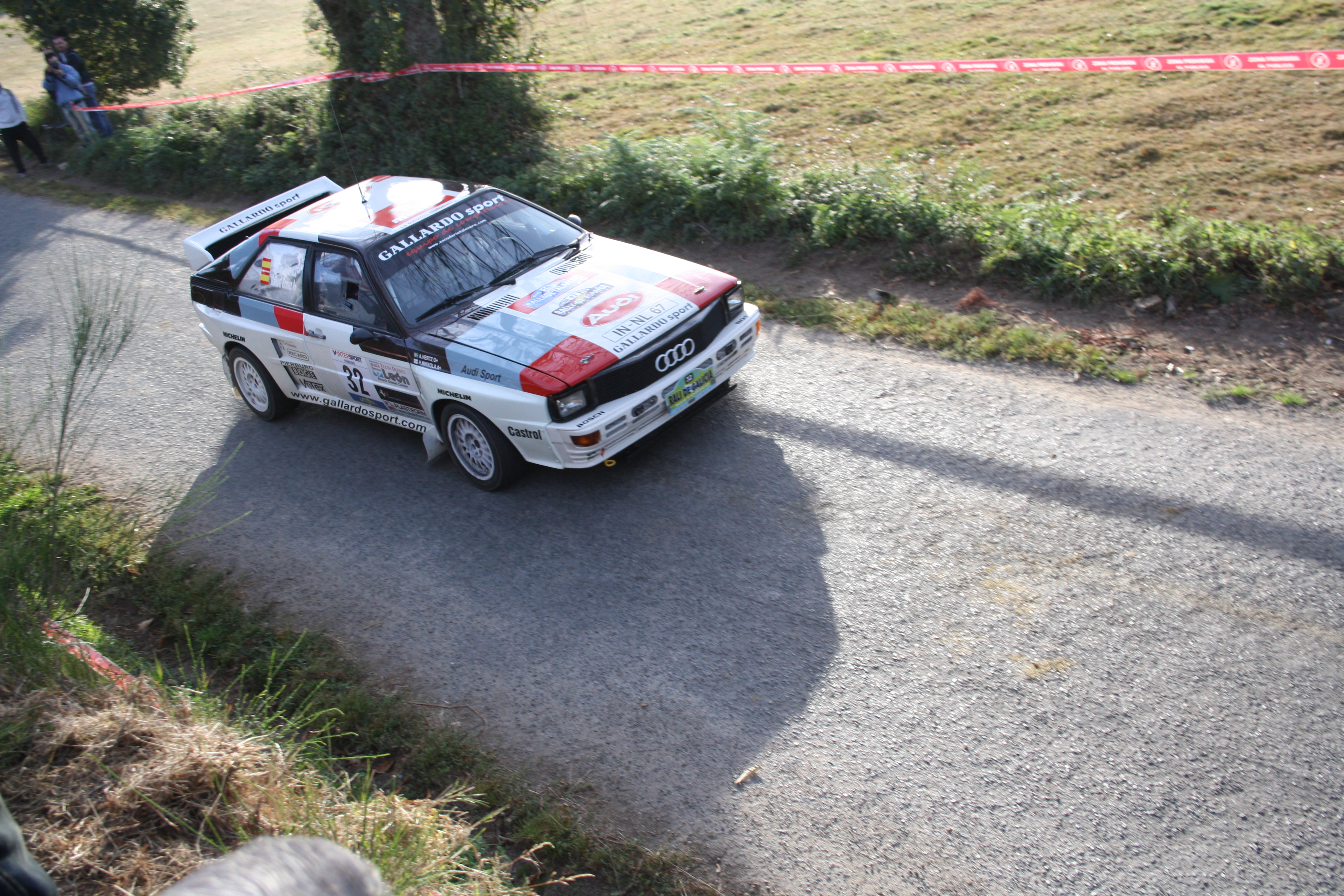
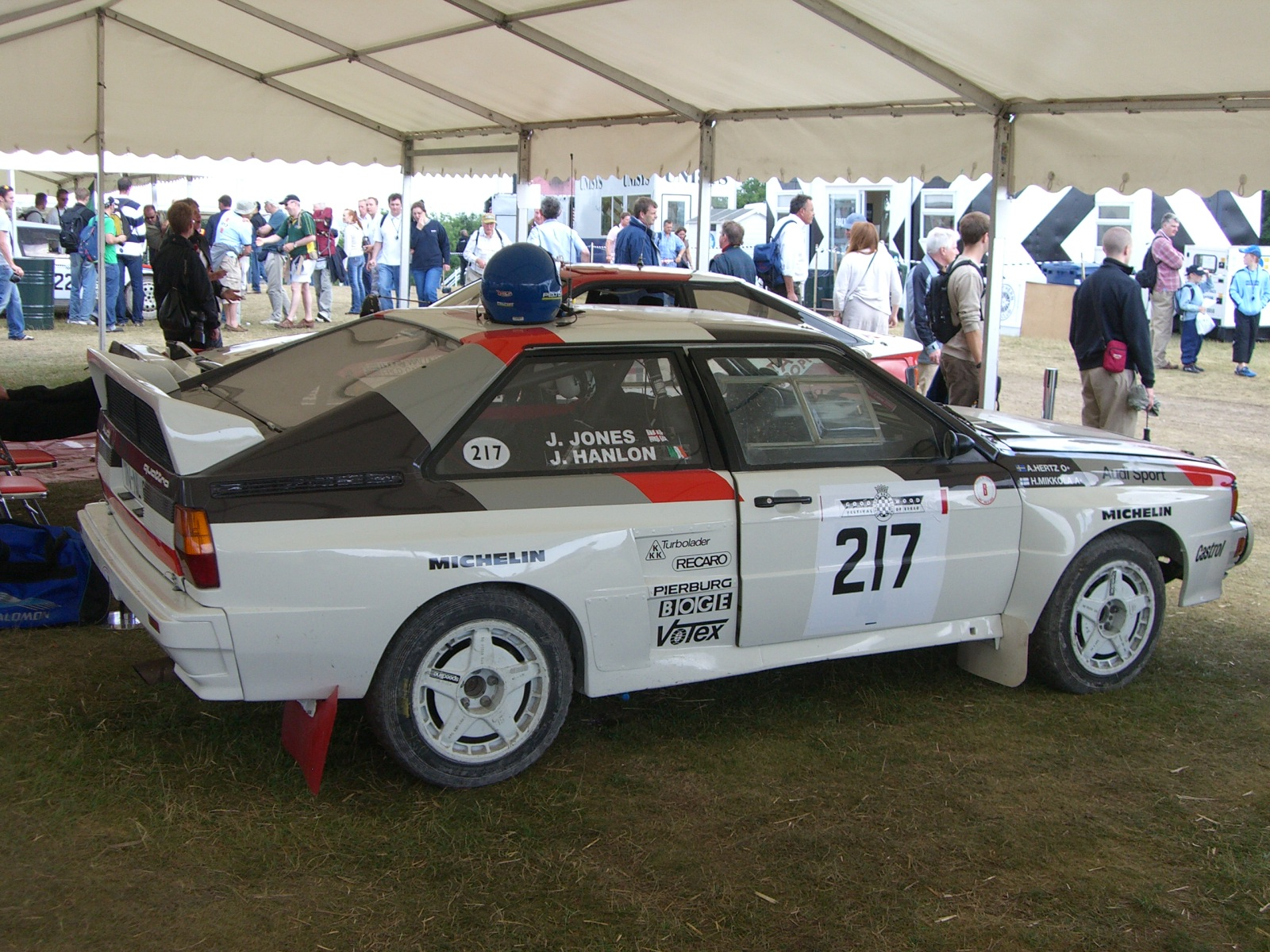
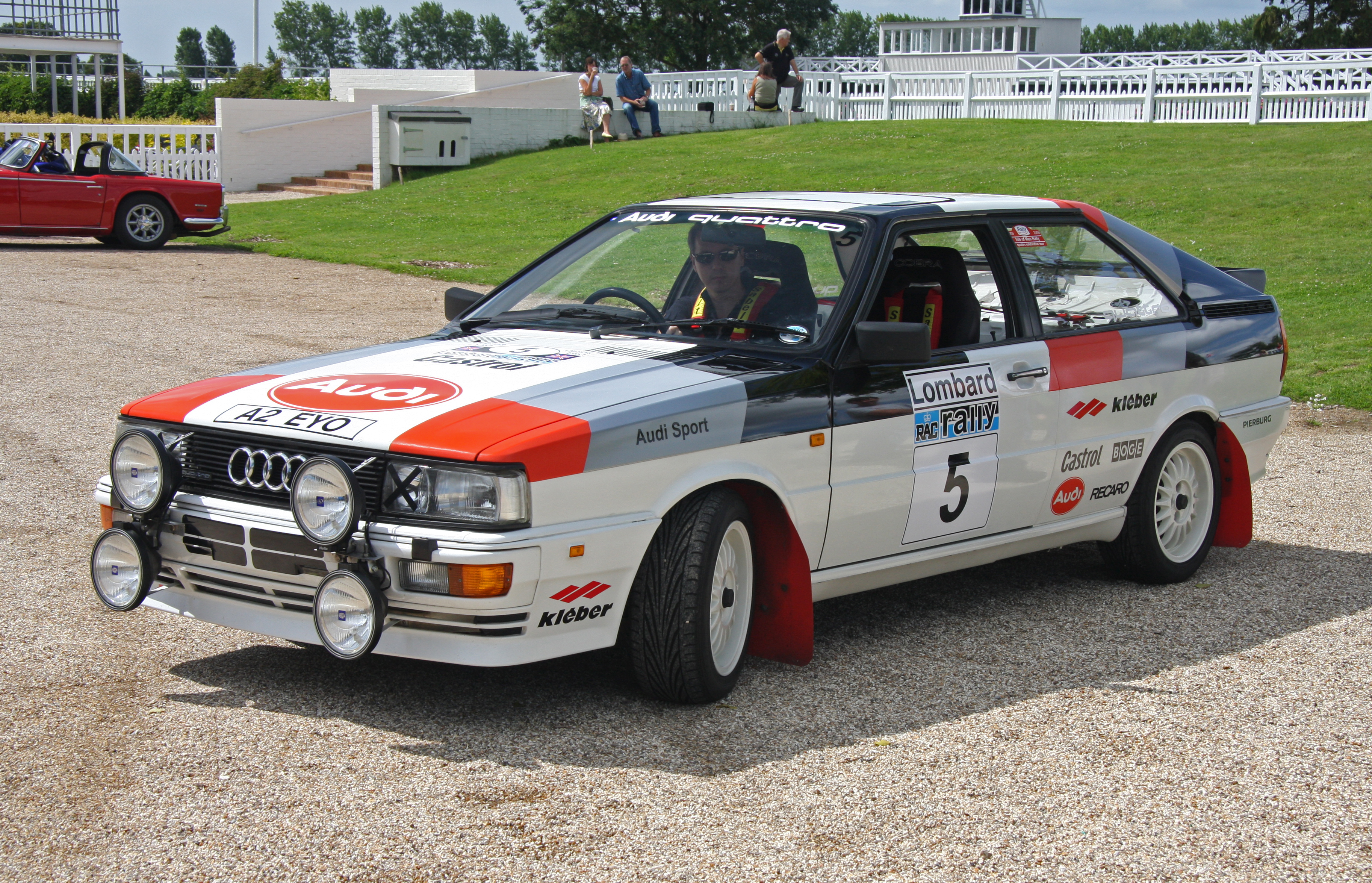